# 丹州
丹州，中国古代设置的一个州，治所在今陕西省宜川县。
西魏废帝三年（554年），改汾州为丹州，因丹阳川得名，治所在义川县（今陕西省宜川县东北）。大业二年（606年），废丹州入延州。管理宜川县等地。唐高祖武德元年（618年）复置丹州。轄境相當於今蘭州市附近。义川县迁到今陕西省宜川县城。天寶、至德年間一度改為咸宁郡。北宋义川县改名宜川县。元世祖至元六年（1269年），废除丹州。
| 州 | 延州                                                    | 延州   | 丹州                 | 丹州          | 夏州                 | 郡 | 延安郡                                                                       |
| 郡 | 遍城郡                                                  | 文安郡 | 丹陽郡               | 乐川郡        | 金明郡               | 县 | 丰林县 因城县 魏平县 临真县 延安县 延川县 義川县 咸寧县 汾川县 金明县 肤施县 |
| 县 | 广武县 沃野县 因城县 义乡县 魏平县 真川县 临真县 广安县 | 文安县 | 丹陽县 雲岩县 太平县 | 汾川县 門山县 | 广洛县 永丰县 启宁县 | 县 | 丰林县 因城县 魏平县 临真县 延安县 延川县 義川县 咸寧县 汾川县 金明县 肤施县 |

唐朝丹州刺史
- 郭贵（621年）
- 张平高（张崇，贞观初年）
- 韦元祚（贞观年间）
- 郭澄（贞观年间）
- 周思恭（唐高宗时）
- 薛瓌（唐高宗时）
- 窦孝谦（唐高宗时）
- 马恂（高宗、武后时）
- 李崇嗣（武后时）
- 萧浚（武后时）
- 侯莫陈嗣忠（武后时）
- 李绍（唐中宗时）
- 崔均（唐中宗时）
- 萧宗道（704年）
- 豆卢光祚（710年）
- 韦叔卿（开元年间）
- 一度改为咸宁郡
- 裴千钧（肃宗、代宗时）
- 牛名俊（785年）
- 柳子温（贞元年间）
- 张经（文宗、武宗时）
- 契苾通（会昌末年、大中初年）
- 陆逵（大中年间）
- 刘全正（大中年间）
- 杨乾光（852年—853年）
- 贾惟庆（咸通年间）